# HD 35007
HD 35007 è una stella bianco-azzurra nella sequenza principale di magnitudine 5,65 situata nella costellazione di Orione. Dista 1076 anni luce dal sistema solare.

## Osservazione
Si tratta di una stella situata nell'emisfero celeste boreale, ma molto in prossimità dell'equatore celeste; ciò comporta che possa essere osservata da tutte le regioni abitate della Terra senza alcuna difficoltà e che sia invisibile soltanto nelle aree più interne del continente antartico. Nell'emisfero nord invece appare circumpolare solo molto oltre il circolo polare artico. La sua magnitudine pari a 5,6 la pone al limite della visibilità ad occhio nudo, pertanto per essere osservata senza l'ausilio di strumenti occorre un cielo limpido e possibilmente senza Luna.
Il periodo migliore per la sua osservazione nel cielo serale ricade nei mesi compresi fra fine ottobre e aprile; da entrambi gli emisferi il periodo di visibilità rimane indicativamente lo stesso, grazie alla posizione della stella non lontana dall'equatore celeste.

## Caratteristiche fisiche
La stella è una bianco-azzurra nella sequenza principale; possiede una magnitudine assoluta di -1,94 e la sua velocità radiale positiva indica che la stella si sta allontanando dal sistema solare.

## Sistema stellare
HD 35007 è un sistema multiplo formato da 3 componenti. La componente principale A è una stella di magnitudine 5,65. La componente B è di magnitudine 11,3, separata da 32,7 secondi d'arco da A e con angolo di posizione di 060 gradi. La componente C è di magnitudine 10,8, separata da 37,6 secondi d'arco da A e con angolo di posizione di 110 gradi.